# Zygmunt Abrahamowicz
Zygmunt Abrahamowicz (ur. 20 lutego 1923 we wsi Załukiew w pobliżu Halicza, zm. 13 grudnia 1990) – polski orientalista, turkolog.

## Życiorys

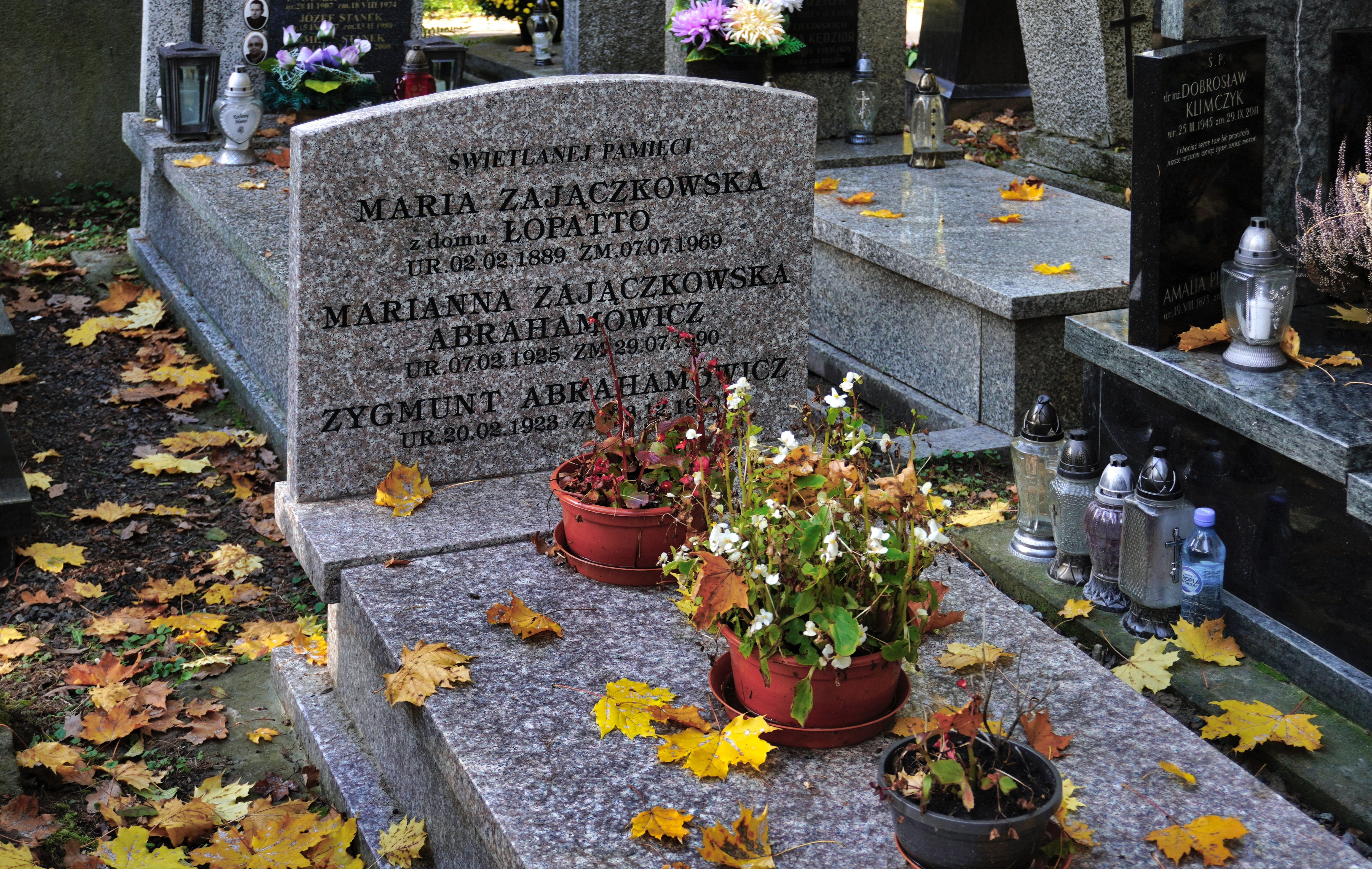
Grób dr. Zygmunta Abrahamowicza na Cmentarzu Rakowickim w Krakowie

W 1947 roku zapisał się jako wolny słuchacz na filologię Bliskiego Wschodu na Uniwersytecie Warszawskim (studia pod kierunkiem Ananiasza Zajączkowskiego). W 1949 roku zdał maturę i w 1950 roku przeniósł się na UJ. W 1951 roku uzyskał magisterium (Podróż Ewliji Czelebiego na Krym w 1666 r.). W 1952 zaczął pracować jako archiwista (Archiwum Główne Akt Dawnych w Warszawie, Wojewódzkie Archiwum Państwowe w Krakowie). W 1967 roku obronił doktorat na Wydziale Filologicznym Uniwersytetu Jagiellońskiego (Hadży Mehmet Senai z Krymu. Historia chana krymskiego Islam Gereja III (do wiosny 1651 roku)). W latach 1976–1988 pracował w Instytucie Historii PAN. Zajmował się historią Turcji, m.in. przekładami źródeł z języka osmańskiego. W latach 1957–1987 współpracował z redakcją Polskiego Słownika Biograficznego. Został pochowany na cmentarzu Rakowickim w Krakowie.

## Wybrane publikacje
- Nazim Hikmet, Pieśń pijących słońce: poezje, wybór Małgorzaty Łabęckiej-Koecherowej, oprac. i wstęp. Bogdana Ostromęckiego, tł. Małgorzata Łabęcka-Koecherowa, Marceli Antoni Wasilewski i Zygmunt Abrahamowicz, Warszawa: Iskry 1956.
- Katalog rękopisów orientalnych ze zbiorów polskich, t. 1, cz. 1: Katalog dokumentów tureckich: dokumenty do dziejów Polski i krajów ościennych w latach 1455–1672, oprac. Zygmunt Abrahamowicz, pod red. Ananiasza Zajączkowskiego, Warszawa: Państwowe Wydawnictwo Naukowe 1959.
- Czelebi Ewlija, Księga podróży Ewliji Czelebiego: wybór, tł. z tur. Zygmnt Abrahamowicz, Aleksander Dubiński, Stanisława Płaskowicka-Rymkiewicz, red. nauk., wybór, słowo wstępne i koment. Z. Abrahamowicz, szkic o Ewliji Czelebim i jego dziele: Jan Reychman, Warszawa: „Książka i Wiedza” 1969.
- Hadży Mehmed Senai z Krymu, Historia Chana Islam Gereja III, tekst turecki wyd., przeł. i oprac. Zygmunt Abrahamowicz ; uzup. koment. hist. Olgierd Górka i Zbigniew Wójcik, Warszawa: Państwowe Wydawnictwo Naukowe, 1971.
- Kara Mustafa pod Wiedniem: źródła muzułmańskie do dziejów wyprawy wiedeńskiej 1683 roku, z tur. przeł. i oprac. Zygmunt Abrahamowicz, Kraków: Wydawnictwo Literackie 1973.
- Ignacy Pietraszewski, Uroki Orientu: wspomnienia z wojaży 1832-1840-1860-1862, wstęp i oprac. Zygmunt Abrahamowicz, szkic bio-bibliograficzny Władysław Ogrodziński, Olsztyn: „Pojezierze” 1989.